# Luis Álamos
Luis Álamos Luque (25 de desembre de 1923 - 26 de juny de 1983) fou un futbolista xilè.

## Selecció de Xile
Va formar part de l'equip xilè a la Copa del Món de 1966, i fou jugador de la Universidad de Chile.